# 옹주 (동진)
옹주(雍州)는 동진말 지금의 난양 시, 샹양 시일대에 설치된 중국의 옛 주로 오호 십육국 시대의 전란을 피해 그 지역으로 이주한 옹주, 진주, 양주의 이주민들로 인해 인구가 급증하면서 신설되었다.

## 동진,유송
동진이 비수대전이후 급격히 무너지던 전진을 공격하여 빼앗긴 남양군과 양양군일대를 재수복한 이후인 동진 효무제시기에 신설되었고 동시에 북방민족의 공격으로 폐지된 옜 현들을 교치했다. 449년(유송 문제 원가 26년) 형주 남양군, 신야군, 순양군, 수군일대에 옹주가 재설치되었다.  유송대에는 총 17군 60현 38,975호 167,467명을 거느렸다.
양양군(襄陽郡) · 남양군(南陽郡) · 신야군{新野郡) · 순양군(順陽郡) · 경조군(京兆郡) · 시평군(始平郡) · 부풍군(扶風郡) · 남상락군(南上洛郡) · 하남군(河南郡) · 광평군(廣平郡) · 의성군(義成郡) · 풍익군(馮翊郡) · 남천수군(南天水郡) · 건창군(建昌郡) · 화산군(華山郡) · 북하남군(北河南郡) · 홍농군(弘農郡)

## 남제~소량
다음과 같은 군을 관할했다. 남량시기 서위가 남양군 일대를 점령하고 형주가 신설되고 남량이 멸망하면서 서위의 영토가 확장될 때 양양일대가 서위에 점령되어 양주(襄州)가 신설되면서 완전히 사라졌다.
양양군(襄陽郡) · 남양군(南陽郡) · 신야군{新野郡) · 시평군(始平郡) · 광평군(廣平郡) · 경조군(京兆郡) · 부풍군(扶風郡) · 풍익군(馮翊郡) · 하남군(河南郡) · 남천수군(南天水郡) · 의성군(義成郡) · 건창군(建昌郡) · 화산군(華山郡) · 남상락군(南上洛郡) · 북하남군(北河南郡) · 홍농군(弘農郡) · 종양군(從陽郡)